# Kenai Fjords nationalpark
Kenai Fjords nationalpark ligger i Kenai Peninsula Borough i delstaten Alaska, USA. Den grundades 1980 för att bevara ett unikt ekosystem, stora isvidder och lämningar efter tidig urbefolkning.